# Белочела сврачка
Белочелата сврачка (Lanius nubicus) е птица от семейство Сврачкови. Гнезди в Югоизточна Европа (включително и България) и източните части на Средиземноморието. Отделни популации има в Източен Ирак и Западен Иран. Белочелата сврачка е мигрираща птица, която зимува най-често в Североизточна Африка. Въпреки че мигрира на кратки разстояния, отделни скитащи индивиди са наблюдавани в широки географски граници, включително в Северна и Западна Европа. Белочелата сврачка е най-дребният представител на рода си. Има дълга опашка и клюн със закривен надолу връх. Мъжките отгоре са черни с бяло чело, черни презочни ивици, големи бели петна на раменете и в основата на първостепенните махови пера. Цветът на гушата, гърдите и корема е бял, а на страните на тялото – оранжев. При женските оцветяването е подобно, но по-бледо – черно-кафяво отгоре и сиво или жълтеникаво по раменете и отдолу. Младите птици са оцветени в сиво-кафяво отгоре, с по-светло чело и напречни ивици по главата и гърба, а отдолу светлосиво с напречни черти. Крилете са кафяви с изключение на белите петна в основата на първостепенните махови пера. Издава къси и дрезгави обаждания, но песента ѝ е мелодична.
Предпочитаният хабитат на белочелата сврачка са редки гори с храсти и отделни високи дървета. Тази сврачка е по-незабележима от сродните видове. Избягва откритите терени и често каца на по-закрити места. Гнездото има форма на стегната купичка и се изгражда на дърво от двойката. Женската снася обикновено 4 – 6 яйца, които после мъти в продължение на 14 – 16 дни до излюпване на малките. Двамата родители хранят малките в продължение на 18 – 20 дни до излитането им. Малките разчитат за своята прехрана на родителите си в продължение на още 3 – 4 седмици след напускане на гнездото. Белочелата сврачка се храни основно с едри насекоми, понякога с дребни гръбначни, като се случва да закача плячката си на тръни или бодлива тел. Популациите намаляват в части от европейския ареал, но не достатъчно бързо, за да има сериозно безпокойство по отношение опазването на вида. Видът е класифициран от Международния съюз за защита на природата като незастрашен.

## Класификация
Сврачките са семейство от дребни врабчоподобни птици с дълги опашки, като повечето принадлежат към рода Lanius (Сврачки). Отличават се с къс врат, заоблени криле и закривен надолу връх на клюна. Повечето се срещат в открити хабитати. Родствените връзки на белочелата сврачка с другите представители на рода са неизяснени. Като възможни роднини са предлагани кафявата, червеногърбата и ръждивоопашатата сврачки, както и тропически видове като Lanius somalicus. Белочелата сврачка няма подвидове.
Белочелата сврачка е описана за първи път от германския пътешественик и природоизследовател Мартин Лихтенщайн през 1823 г. под настоящото ѝ научно име. Lanius е латинска дума за месар (касапин) и е свързана с навика на сврачките да набождат плячката си на шипове, наподобяващ практиката на месарите да окачат труповете на животни на куки, а nubicus идва от „Нубия“ (Североизточна Африка). Птицата е независимо описана от холандския зоолог Конрад Якоб Теминк през 1824 г. като Lanius personatus от латинската дума personatus (маскиран), описваща характерната окраска на главата на птицата, но по-старото име има предимство. По-късен синоним от 1844 г. е Lanius leucometopon от гръцките думи leukos (бял) и metopon (чело), отново отнасящи се до окраската на главата.

## Физически характеристики
Белочелата сврачка е най-дребният представител на рода си. Елегантна птица, с тегло 20 – 23 g, дължина 17 – 18,5 cm и размах на крилете 24 – 26,5 cm. Има дълга опашка и сравнително малък клюн, от всяка страна на който има по едно зъбоподобно образувание (tomium) – на горната челюст има триъгълен израстък, пасващ на съответна вдлъбнатина на долната челюст. Тази адаптация иначе се среща само при соколите.
Мъжките отгоре са черни с бяло чело, черни презочни ивици, големи бели петна на раменете и в основата на първостепенните махови пера. Цветът на гушата, гърдите и корема е бял, а на страните на тялото – оранжев. Ирисите на очите са кафяви, клюнът е черен, а краката тъмнокафяви или черни. При женските оцветяването е подобно, но по-бледо – черно-кафяво отгоре и сиво или жълтеникаво по раменете и отдолу. Младите птици са оцветени в сиво-кафяво отгоре, с по-светло чело и напречни ивици по главата и гърба, а отдолу светлосиво с напречни черти. Крилете са кафяви с изключение на белите петна в основата на първостепенните махови пера.
По външен вид белочелата сврачка наподобява най-много червеноглавата сврачка, но е по-дребна и с по-дълга опашка. Възрастните птици от двата вида са лесно различими, тъй като белочелата сврачка има бяло по главата и тъмна задница, докато червеноглавата сврачка има черно чело, ръждиво теме и тил и бяла задница. Младите птици са много подобни, но белочелата сврачка им по-дълга опашка, бледо лице и задница, докато гърбът на червеноглавата сврачка е с пясъчен цвят, а задницата е сива.
Младите птици сменят оперението (линеят) по главата, тялото и някои от крилните пера няколко седмици след излитане, а възрастните линеят след размножителния период. И в двата случая, ако процесът не завърши напълно преди започване на миграцията, той се прекъсва и продължава в зимните ареали.

### Глас
Белочелата сврачка издава дрезгавите обаждания характерни за семейството, с повтарящи се къси тср, тзр or шек и подсвирвания, при тревога – тракащо крррр, наподобяващо кречетало. Възможно е и да щрака с клюн, когато е разтревожена. Песента е дълга до минута и тиха за сврачка, с тракащи тонове примесени с богати трели. Наподобява песните на видовете от рода Присмехулници (Hippolais) и най-вече на маслиновия присмехулник. В редки случаи мъжки екземпляри са наблюдавани да пеят в полет.

## Разпространение и местообитание
Белочелата сврачка гнезди и се размножава на Балканите – в Северозападна Гърция и някои от гръцките острови, Турция, Кипър и от Сирия на юг до Израел. През България преминава северната граница на гнездовия ѝ ареал, като се среща рядко на територията на цялата страна. Гнезди най-често по долното течение на р. Струма и подножията на околните планини, както и по течението на р. Марица, северните подножия на Източните Родопи, Западна Странджа и на север до Средна гора. Среща се рядко по Българското Черноморие и инцидентно на север от Стара планина. Границите на ареала на изток не са изяснени и може да включват Афганистан и северните части на Саудитска Арабия. Извършва сезонни миграции, като зимува на юг от Сахара, най-често в Чад, Судан и Етиопия. По-рядко се наблюдава в западните и източните части на Мали и Нигерия, в Северна Кения и Южна Саудитска Арабия. Повечето птици напускат гнездовите си ареали към края на август и през септември, а се завръщат на север през февруари и март.
Видът е наблюдаван в Египет, Йордания и Израел много по-често през пролетта, отколкото през есента, което подсказва, че е възможно есенната миграция на юг да е концентрирана по на изток. Заема малки територии от около 0,5 ha по време на миграция, като за разлика от други сврачки голям брой птици могат да се концентрират върху малка територия. Повече от 100 птици са наблюдавани в една местност в Израел, от които пет едновременно на един храст. Отделни скитащи птици от вида са забелязвани в Алжир, Финландия, Кения, Либия, Испания, Швеция, Мавритания и Туркменистан. Най-малко три индивида са документирани във Великобритания, и два индивида в Армения.
Предпочитано местообитание на белочелата сврачка са редки гори и храсталаци с отделни по-високи дървета. За разлика от сродните видове, избягва много открити или бедни на растителност хабитати. Овощни градини и други култивирани терени също се обитават от вида. Обикновено се среща в по-гъсто залесени хабитати от другите сврачки, обитаващи същите географски ареали. Среща се в низини и хълмисти райони до 1000 m н.в. В някои части от ареала гнезди и на по-висока надморска височина – до 2000 m. По време на миграция може да се срещне и в градини и курорти, като през зимата отново предпочита открит терен с бодливи храсти и високи дървета, като акация или интродуциран евкалипт.

## Поведение
Белочелата сврачка е самостоятелна птица освен по време на миграция. Поддържа гнездова територия от 2 – 5 ha, като проявява териториалност и в зимните си ареали, където защитава територия от около 3 ha. Не се страхува от хора, но проявява агресия към представители на своя вид, както и към други птици, нарушаващи територията ѝ. Повечето други видове сврачки предпочитат за кацане високи, открити клони през цялата година, докато белочелата сврачка каца на такива открити места само в началото на размножителния период. През останалото време предпочита по-ниски и закрити места. Каца изправена, като често си повдига опашката. Има лек и енергичен полет. Млада белочела сврачка е наблюдавана да симулира нараняване и смърт при улавяне и да се връща към нормалното си състояние при оттегляне на заплахата.

### Размножаване
Мъжките белочели сврачки пеят кацнали на открито място в територията си от началото на април, като понякога физически гонят конкурентни мъжки или се надпяват с тях. По време на ухажването мъжкият, обикновено пеейки, каца изправен на открит клон и трепти с крила. След това пристъпва надолу по клона и се кланя, в движение или като спира на място. Мъжкият може също така да извършва демонстративни полети като трепери или се движи на зигзаг. Понякога мъжкият храни партньорката си, докато тя прикляква с разперени крила и издава звуците, с които малките искат храна. Елементи от ухажването са общи с други видове сврачки, но пристъпването надолу по клона, съчетано с поклони, изглежда е характерно само за този вид.
Гнездото се строи и от двамата партньори. То е с форма на малка стегната купичка, изградена от стъбла и клончета, застлана с вълна или косми и украсена отвън с лишеи. Намира се в короната на дърво на височина между 1,5 и 10 m над земята. Средната му широчина е 170 mm, височина – 65 mm, вътрешен диаметър – 75 mm и дълбочина – 35 mm. Снася от април до юни, най-често през май в по-ниските части от ареала и около месец по-късно в планините. При неуспешно първо люпило, снася повторно през юни или юли. Поне в някои райони изглежда е обичайно да има второ люпило през същия размножителен сезон. Първото гнездо се разрушава от двойката и материалът се използва за ново заместително гнездо. Средният размер на яйцата е 20 x 16 mm. Цветът им варира със сив, кремав или жълт фон, разпръснати сиви петна с неправилна форма и пръстен от кафяви шарки. Обичайният размер на едно люпило е 4 – 6 яйца, които се мътят само от женската в продължение на 14 – 16 дни. Малките се излюпват голи и безпомощни и възрастните ги хранят в продължение на 18 – 20 дни докато излетят. Малките са зависими от родителите за още 3 – 4 седмици след като излетят. Белочелата сврачка се размножава още през първата си година. Средната продължителност на живота ѝ е неизвестна.
Сред гръбначните хищници, които ловуват млади сврачки, са котките и врановите птици. По вида паразитират нематоди в очите, кърлежи Hyalomma marginatum, както и най-малко два вида кръвни паразити от рода Haemoproteus.

### Хранене
Подобно на сродните ѝ видове, белочелата сврачка дебне за плячка кацнала на височина между 3 и 8 m, но предпочита по-закрити места от другите сврачки. Плячката обикновено се хваща на земята, но понякога по растения или се улавя във въздуха с умел полет, подобно на мухоловките. Уловената плячка може да бъде закачена на трън или бодлива тел за непосредствена консумация или като запас. Тъй като врабчоподобните птици имат сравнително слаби крака, набождането помага за придържане на храната по време на хранене. В миналото се приема, че това поведение се демонстрира главно от мъжките сврачки по време на размножителния период, но тази теза е опровергана. Белочели сврачки и от двата пола са наблюдавани да набождат плячка и през зимата и по време на миграция. Отделни индивиди могат да проявяват „питомно“ поведение, като следват градинар или се хранят в близост до наблюдаващ ги човек.
Белочелата сврачка се храни основно с едри насекоми, но ловува също други членестоноги и дребни гръбначни животни. Сврачките натрупват телесна маса преди миграция, но в по-малка степен от други прелетни птици, тъй като могат да се хранят по пътя. Понякога ловят други изтощени мигранти. Въпреки сравнително малкия им размер, белочели сврачки са документирани да убиват представители на видове като малкото белогушо коприварче и малкия бързолет. Гръбначни животни белочелата сврачка убива с удар с клюна по тила, след което зъбоподобните израстъци на клюна се използват за прекъсване на вратните прешлени.

## Природозащитен статус
Международният съюз за защита на природата (IUCN) оценява европейската популация на белочелата сврачка на 105 000 – 300 000 индивида, което предполага 142 000 – 600 000 птици в световен мащаб. Въпреки че популацията изглежда да намалява, темпът не е достатъчно бърз, за да покрие критериите на IUCN за застрашен статус. Големият брой на популацията и голямата площ на ареала от около 353 000 km2 дават основание на IUCN да класифицира този вид сврачка в категорията „незастрашен“. Видът е включен в Червената книга на Република България със статус „уязвим“.
В последните десетилетия броят на популацията в Европа намалява, въпреки че в България, Гърция и Кипър все още има няколко хиляди гнездящи двойки. Популацията в България се оценява на 1800 – 2200 двойки. Турция има много голяма популация от около 90 000 двойки. Броят на птиците в Гърция и Турция намалява поради загуба на хабитат, а големият спад в Израел е причинен от употребата на пестициди. В Сомалия видът вече е рядък. Мигриращи птици са отстрелвани в страните от източното Средиземноморие, въпреки защитения им статус в повечето държави. Гнездящи птици са преследвани в Гърция и Сирия, където се счита, че видът носи лош късмет. Има индикации, че белочелата сврачка се адаптира към култивирани насаждения вместо естествени гори, което ще помогне на популациите в дългосрочен план.. В България като негативни фактори се посочват промяната на хабитата при обезлесяване, пожари и др., както и потенциално лесовъдни дейности, свързани с използване на химически препарати.

## В културата
Сврачките като род имат лоша репутация, поради набождането на плячката им, а имената на видовете в различни езици отразяват този факт. Примери от английския език включват butcher-bird (птица-касапин) за повечето европейски видове, jacky hangman (Джаки палача) за Lanius humeralis и nine killer (убиец на деветима) за сивата сврачка. Френската диалектна дума tarnagas (идиот) отразява лекотата, с която тези птици на откритите пространства могат да бъдат уловени с капан. Най-разпространените българските народни имена за сврачките са „живодерче“ и „месоядец“, като съществуват и множество други местни имена.